# Scandalul de date Facebook–Cambridge Analytica

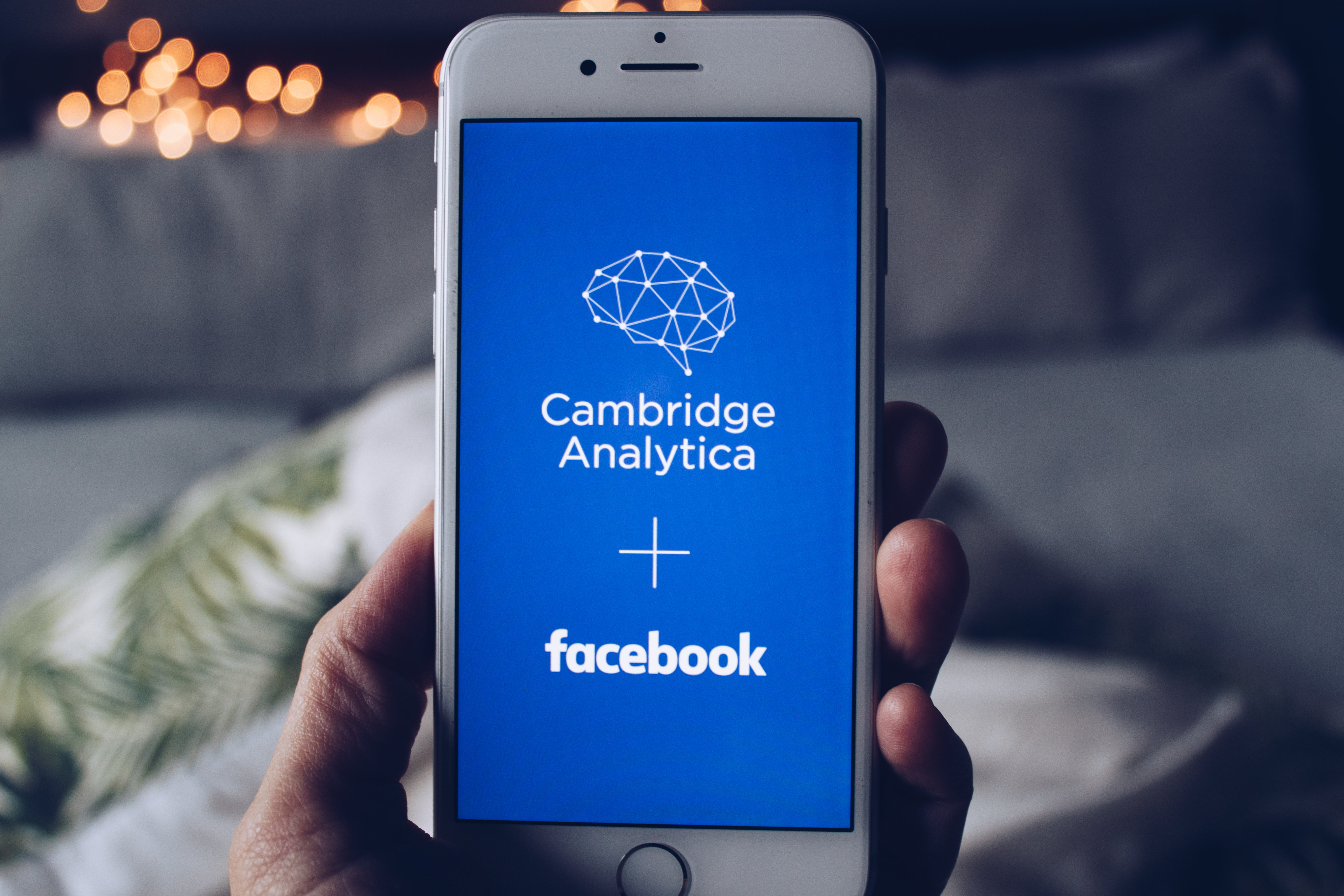
Un utilizator al produsului Cambridge Analytica și Facebook.

Scandalul Facebook – Cambridge Analytica a avut loc la începutul anului 2018, când milioane de date personale ale utilizatorilor Facebook au fost recoltate fără consimțământ de către Cambridge Analytica pentru a fi utilizate în principal pentru publicitate politică. Datele au fost colectate printr-o aplicație creată în 2013 de Aleksandr Kogan, un profesor de la Universitatea Cambridge, care a constat într-o serie de întrebări pentru a construi profiluri psihologice ale utilizatorilor. Aplicația nu a recoltat doar datele personale ale utilizatorilor care au completat întrebările, ci și ale prietenilor de pe Facebook ai utilizatorilor. Cambridge Analytica a plănuit să vândă datele alegătorilor americani campaniilor politice și s-a implicat în campaniile pentru Ted Cruz și Donald Trump oferind asistență și analize pe baza datelor.
Încălcarea politicilor de protecție a datelor a fost dezvăluită în 2018 de Christopher Wylie, fost angajat al Cambridge Analytica, în interviuri cu The Guardian și The New York Times. Ca răspuns, Facebook și-a cerut scuze pentru rolul companiei în colectarea datelor, iar CEO-ul Mark Zuckerberg a depus mărturie în fața Congresului. Aceste întâmplări au stârnit o mișcare online #DeleteFacebook, care a evoluat pe Twitter.

## Prezentare generală
Un om de știință de date de la Universitatea Cambridge, Aleksandr Kogan, a fost angajat de Cambridge Analytica, pentru a dezvolta o aplicație numită „This Is Your Digital Life” (Aceasta Este Viața Ta Digitală) în 2014 (uneori stilizată ca „thisisyourdigitallife”).  El a oferit aplicația companiei Cambridge Analytica, și Cambridge Analytica a organizat un proces de colectare de date cu consimțământ, în care câteva sute de mii de utilizatori Facebook ar fi de acord să finalizeze un sondaj in schimbul unei plăți, trebuind să fie utilizat numai pentru studii academice. Cu toate acestea, Facebook a permis acestei aplicații nu numai să colecteze informații personale de la utilizatorii care au răspuns la sondaj, ci și de la prietenii de pe Facebook ai acestora. În acest fel, Cambridge Analytica a strâns date de la milioane de utilizatori Facebook.  
Recoltarea datelor personale de către Cambridge Analytica a fost raportată pentru prima dată în decembrie 2015 de Harry Davies, jurnalist pentru The Guardian. El a raportat că Cambridge Analytica lucra pentru senatorul Statelor Unite, Ted Cruz, folosind date culese din conturile de Facebook ale milioanelor de persoane fără acordul lor. Mai multe rapoarte au urmat în publicația elvețiană Das Magazin de Hannes Grasseger și Mikael Krogerus (decembrie 2016) (ulterior tradusă și publicată de Vice ), Carole Cadwalladr în The Guardian (începând din februarie 2017) și Mattathias Schwartz în The Intercept (martie 2017).
Informațiile privind încălcarea scopului colectării datelor au apărut în martie 2018, odată cu apariția unui informator, fostul angajat al companiei Cambridge Analytica, Christopher Wylie. Fusese o sursă anonimă pentru un articol din 2017 în The Observer de Cadwalladr, cu titlul „Marele jaf britanic contra brexitului”. Cadwalladr a lucrat cu Wylie un an pentru a-l încuraja să renunțe la anonimitate și să se prezinte ca un informator. Ulterior a introdus Channel 4 News din Marea Britanie și The New York Times în raportarea scandalului, din cauza amenințărilor legale împotriva The Guardian și The Observer de Cambridge Analytica.
The Guardian și The New York Times au publicat articole simultan pe 17 martie 2018. Valoarea listată în bursă a companiei Facebook a scăzut cu peste 100 de miliarde de dolari în zilele care au urmat  iar politicienii din SUA și Marea Britanie au cerut clarificări CEO-ului Facebook, Mark Zuckerberg. Răspunsul negativ al publicului l-a determinat să depună mărturie în fața Congresului Statelor Unite.

## Caracteristicile datelor

### Numere
Wired, The New York Times și The Observer au raportat că setul de date a inclus informații despre 50 de milioane de utilizatori Facebook.  În timp ce Cambridge Analytica a susținut că a adunat doar 30 de milioane de profiluri de utilizatori Facebook, Facebook a confirmat ulterior că de fapt avea date despre peste 87 de milioane de utilizatori, 70,6 milioane dintre acei oameni din Statele Unite. Facebook a estimat că California a fost cel mai afectat stat american, cu 6,7 milioane de utilizatori afectați, urmată de Texas, cu 5,6 milioane, și Florida, cu 4,3 milioane. Datele au fost colectate de la 87 de milioane de utilizatori, deși doar 270.000 de persoane au descărcat aplicația.  

### Informații
Facebook a trimis un mesaj utilizatorilor despre care s-a crezut că sunt afectați, spunând că informațiile cel mai probabil includeau „profilul public, like-urile paginilor de pe Facebook, ziua de naștere și orașul curent”. Unii dintre utilizatorii aplicației au acordat aplicației permisiunea de a avea acces la News Feed, cronologie și mesaje. Datele au fost suficient de detaliate pentru ca Cambridge Analytica să creeze profiluri psihografice ale persoanelor. Datele includeau și locațiile fiecărei persoane. Pentru orice campanie politică, informațiile fiecărui profil puteau să sugereze ce reclamă ar fi eficientă pentru a convinge o persoană într-o anumită locație de un anumit eveniment politic.  

## Utilizarea datelor

### Campania lui Donald Trump

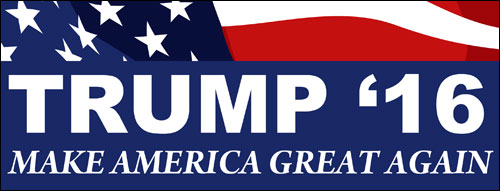
Sloganul campaniei Donald Trump

Campania prezidențială din 2016 a lui Donald Trump a utilizat datele recoltate pentru a construi profiluri psihografice, determinând trăsăturile de personalitate ale utilizatorilor în funcție de activitatea lor pe Facebook. Echipa de campanie a utilizat aceste informații ca tehnică de micro-targetare, afișând mesaje personalizate despre Trump către diferiți alegători din SUA pe diverse platforme digitale. Anunțurile au fost segmentate în categorii diferite, fie persoane care îl susțineau pe Trump sau persoane care ar putea fi convinse să voteze cu Trump deși nu îl susțineau anterior (swing voters). Susținătorii lui Trump au primit imagini triumfante despre el, precum și informații despre secțiile de votare. În schimb, alegătorii din a doua categorie au primit adesea imagini cu susținătorii mai notabili ai lui Trump și imagini sau idei negative despre adversarul său, Hillary Clinton. De exemplu, pentru a încuraja ideea că Trump este un candidat mai bun la președinție, datele colectate au fost utilizate în mod specific pentru a ataca-o pe Clinton prin reclame care au evidențiat corupția ei.

### Potențiala utilizare în campaniile pro Brexit
Se presupune că Cambridge Analytica a fost angajată ca o companie de consultanță pentru Leave.EU și Partidul Independenței Regatului Unit în 2016, ca un efort pentru a convinge oamenii să sprijine Brexit-ul. Aceste zvonuri au pornit în urma descoperirii e-mailurilor interne care au fost trimise între firma britanică și parlamentul britanic. Brittany Kaiser a declarat că seturile de date utilizate de Leave.EU pentru crearea bazelor de date au fost furnizate de Cambridge Analytica.